# AFLP
Als AFLP (Abk. für englisch amplified fragment-length polymorphism) wird in der Molekularbiologie eine Technik bezeichnet, mit der ein Genetischer Fingerabdruck erstellt werden kann. Bei der AFLP wird die DNA durch zwei Restriktionsenzyme in Fragmente zerschnitten. Danach werden mit Hilfe zweier Polymerase-Kettenreaktionen einige Fragmente vervielfältigt (amplifiziert). Durch Unterschiede in der Anzahl der Restriktionsstellen entstehen verschieden lange Fragmente, deren Muster auf einem Elektrophorese-Gel zur Unterscheidung von Individuen und auch zur Darstellung naher Verwandtschaften genutzt werden kann.
Die AFLP-Technik wurde 1995 durch die Arbeitsgruppe von Pieter Vos entwickelt.

## Schritte der AFLP

### Restriktion
Die AFLP-Technik nutzt, ebenso wie die RFLP oder ARDRA die Tatsache, dass im Genom sehr viele Stellen vorhanden sind, die durch Restriktionsenzyme geschnitten werden. Durch Mutationen kommen neue hinzu oder es gehen welche verloren. Restriktionsenzyme (es werden nur die des Typs II verwendet) schneiden nur an bestimmten Stellen im Genom, die eine sogenannte Erkennungssequenz beinhalten. Die benutzten Sequenzen sind 4 und 6, selten 8 Basenpaare lang. Da das Genom sehr groß ist, ist allein durch den Zufall gewährleistet, dass diese Stellen in hohen Zahlen im Genom verteilt vorliegen.
Nach der Aufreinigung der DNA wird diese mit Hilfe zweier Restriktionsenzyme zerschnitten. Dazu verwendet man meist ein Enzym, dessen Erkennungssequenz mit vier Basenpaaren recht kurz ist und somit häufige Schnitte durchführt (frequent cutter), wie z. B. MseI. Das andere Enzym hat meist eine Erkennungssequenz von sechs, seltener acht Basenpaaren, schneidet also seltener (rare cutter genannt), z. B. EcoRI. Dadurch entstehen drei Fragmenttypen: Fragmente mit beiden Schnittenden von Restriktionsenzym 1 (MseI-MseI), solche mit beiden Enden von Enzym 2 (EcoRI-EcoRI) und Hybride (MseI-EcoRI).

### Ligation
Bei der AFLP verwendete Restriktionsenzyme schneiden den DNA-Doppelstrang mit überstehenden (engl. sticky) Enden. Das bedeutet, ein Strang steht mit einem kurzen Stück als Einzelstrang hervor. Nun erfolgt eine Reaktion (Ligation genannt), in der Adapter an diese Enden angebracht werden. Diese bestehen aus dem entsprechenden Gegenstück zum hervorstehenden Ende der Restriktionsfragmente und einem 10–15 Basenpaar langem Doppelstrang mit bekannter Sequenz. Die Fragmente bestehen nun aus einem Kern, der aus dem Restriktionsfragment besteht und zwei umgebenden Adaptern.
Die den Restriktionsstellen entsprechenden Enden der Adapter entsprechen üblicherweise nicht den eigentlichen Restriktionsstellen, sondern sind in einer Base verändert. Dadurch können Restriktion und Ligation in einem Reaktionsschritt erfolgen, ohne dass die Restriktionsenzyme die ligierten Adapter wieder entfernen.

### Erste Amplifikation
Wenn man ein Genom mit Restriktionsenzymen zerschneidet, entstehen tausende Fragmente, die recht schwierig auszuwerten sind. Bei der AFLP vervielfältigt (amplifiziert) man nun gezielt einen Teil der Fragmente mit Hilfe einer Polymerase-Kettenreaktion (PCR). Bei dieser werden zwei einzelsträngige DNA-Oligonukleotide hinzugegeben, die sich an die entsprechenden Gegensequenzen in der DNA anlagern. Die Oligonukleotide dienen als Startpunkt (Primer) für eine Vervielfältigungsreaktion der DNA (Polymerisierung). Dabei wird der Gegenstrang als Vorlage benutzt, um den Primer zum komplementären Einzelstrang zu verlängern. Dadurch wird bei jedem Schritt die Anzahl der DNA-Stränge verdoppelt.
Bei der AFLP benutzt man nun die Gegensequenzen der Adapter als Primer. Da man die Sequenzen in den Restriktionsfragmenten selbst nicht kennt, schafft die AFLP-Technik sich die Primer-Anlagerungspunkte durch die Adapter selbst. Der Primer entspricht jedoch nicht 100 % der Adaptersequenz. Er umfasst einen Teil des Adapters, die Schnittsequenz und im ersten Amplifikationsschritt eine oder zwei weitere Basen innerhalb des Fragments. Durch diese Base(n), werden nicht alle Fragmente vervielfältigt, sondern nur ein Teil. Dadurch selektieren diese Basen Fragmente, weswegen man auch von selektiven Basen spricht. Enthalten die Primer als selektive Base am 3'-Ende z. B. ein Cytosin, werden auch nur solche Fragmente amplifiziert, die an der korrespondierenden Stelle ein Guanin enthalten (sämtliche Fragmente die an dieser Stelle ein Adenin, Thymin oder Cytosin enthalten, werden nicht amplifiziert). Bei einer selektiven Base pro Primer wird nur 1/4 × 1/4 = 1/16 der Fragmente amplifiziert, bei zwei selektiven Basen pro Primer gar nur (1/4) 4 = 1/256. Durch diesen Schritt kommt es zu einer drastischen Verringerung der Fragmente.

### Zweite Amplifikation
Da die Anzahl der Fragmente immer noch sehr hoch ist, wird ein weiterer Amplifikationsschritt nachgeschaltet. In diesem werden meist jedoch drei, teilweise auch vier selektive Basen verwendet, sodass es erneut zu einer Verringerung der Fragmentanzahl kommt.
Das Besondere in diesem Schritt ist, dass die Primer für den Adapter der seltenen Schnittstelle eine detektierbare Eigenschaft besitzen müssen, man spricht auch von gelabelten Primern. Sie können radioaktiv sein oder sie enthalten eine fluoreszierende Gruppe als Anhang.
Da es drei Fragmenttypen, je nach Restriktionsschnittstelle (siehe oben) gibt, entstehen nun wieder drei Möglichkeiten. Fragmente mit zwei Schnittstellen bzw. Adaptern des häufigen Restriktionsenzyms (z. B. MseI-MseI) werden nicht markiert, wodurch diese aus der Untersuchung herausfallen. Fragmente mit beiden seltenen Restriktionsschnittstellen (rare cutter, z. B. EcoRI-EcoRI) und Hybride, die jeweils markiert sind, werden detektiert. Die Wahrscheinlichkeit, dass zwischen zwei Schnittstellen des rare cutters eine frequent cutter-Stelle liegt, ist sehr hoch, sodass EcoRI-EcoRI selten vorkommen. Des Weiteren sind die frequent cutter-Adapter so gewählt, dass Fragmente mit zwei dieser Adapter eine Haarnadelstruktur ausbilden und die Amplifikation somit gehemmt wird. Folglich werden vor allem Hybride (EcoRI-MseI) vervielfältigt, sodass Doppelmarkierungen eines einzigen Fragments praktisch keine Rolle spielen.
Nach der zweiten Amplifikation werden die markierten Fragmente mit Hilfe einer Elektrophorese aufgetrennt. Das kann z. B. in einem Polyacrylamid-Gel geschehen (Polyacrylamid-Gelelektrophorese). Die einzelnen Fragmente werden dann mit einem Fotofilm (bei radioaktiver Markierung) oder mit Hilfe eines Lasers und einem Farbdetektor (bei Fluoreszenzmarkierung) sichtbar gemacht.
Üblicherweise wird bei der Analyse auf etwa 50 bis 120 Fragmente pro Primerkombination hingearbeitet, da diese Anzahl eine gute statistische Unterstützung bietet.

## Anwendung
Die AFLP ist eine recht einfache und im Vergleich zu Satellitenmarkern recht günstige Methode. Es bedarf keiner langen Entwicklungszeit von Primern, wodurch die AFLP in Untersuchungen zu Populationsstrukturen sehr hohe Bedeutung gewonnen hat. Auch lassen sich durch die hohe Anzahl an Markern auch sehr nahe verwandte Arten phylogenetisch unterscheiden. Die AFLP kommt also oft zum Einsatz, wenn sich Artengruppen durch DNA-Sequenzen nicht oder nur sehr schlecht analysieren lassen.
Die AFLP lässt sich prinzipiell auch für genetische Fingerabdrücke in der Kriminalistik verwenden, jedoch hat man dort bereits entsprechende Standards mit Minisatelliten entwickelt.